# Sergio Escalona
Sergio Escalona, (nacido el 3 de agosto de 1984 en El Tocuyo, Venezuela),  es un beisbolista profesional venezolano que se despeña lanzador relevista para los Tiburones de La Guaira.

## Carrera

### Ligas menores
Escalona fue firmado como agente por los Phillies en el año 2003. Duro alrededor de 24 meses jugando para la Venezuelan Summer League Phillies, donde dejó un registro 4–5 entre 2005 y 2006. lanzando 107 entradas y ponchando a 105 bateadores en las dos temporadas. Escalona fue subido en 2007, jugando para el Williamsport, comenzó siete juegos, registrando un récord de 2-2 y una efectividad de 7.57. En Lakewood dejó un recod de 1-4 con efectividad de 4.15 pero no fue suficiente para que dejara de ser promovido. En Clearwater, lanzó un juego, donde permitió una carrera y ocho hits en su única salida.
Los Phillies lo enviaron a volver con Lakewood para la temporada 2008. Donde dejó un récord de 5-1 en 28 apariciones como relevista durante su primera temporada como profesional en el bullpen, anotándose dos salvamentos y deajando una efectividad de 3.43 entradas. Estas estadísticas impulsaron a los Filis a promoverlo a Los Filis enviaron Escalona volver a Lakewood para la temporada 2008. Se ganó un récord de 5-1 en 28 apariciones como relevista durante su primera temporada como profesional en el bullpen. Él anotó dos salvamentos y una efectividad de 3.43 compilado. Estas estadísticas impulsaron a los Filis a promoverlo a los Reading Phillies, donde hizo 15 apariciones. Perdió un partido, pero tuvo una efectividad de 2.22 con 29 ponches (90 total entre los dos niveles en 2008). Escalona participó en el 2008 Liga Otoñal de Arizona como miembro de las Mesa Solar Sox. Escalona hizo 14 apariciones para la temporada de 2009, registrando 10 salvamentos con 13 juegos terminados. Ponchó a 16 bateadores en 13 entradas y un tercio con una efectividad de 2.12. Debido a la necesidad de un lanzador adicional en el bullpen, los Filis compró el contrato de Escalona a los Reading y el 16 de mayo de 2009 sube a las Grandes Ligas.

### Philadelphia Phillies
Escalona Hizo su debut de Grandes Ligas el 17 de mayo, contra los Washington Nationals, lanzando una entrada completa sin permitir anotaciones y ponchando a un oponente. Los Phillies derrotó a Washington 8 carreras contra 6; Escalona fue el lanzador ganador del juego, siendo su primer juego en las mayores. Esto es la segunda victoria consecutiva por un novato con el uniforme de los Phillies, dado que Andrew Carpintero había logrado su primera victoria la noche anterior; la última vez que había pasado algo así fue en 2007, cuándo Cole Hamels y Kyle Kendrick ganado juegos consecutivos para los Filis.

### Houston Astros
El 10 de enero de 2011, Escalona fue adquirido por los Houston Astros con contracto en ligas menores. El 10 de mayo, Escalona subió para reemplazar Nelson Figueroa.
El 24 de marzo de 2012, los Astros anunció que Escalona experimentaría una operación de Tommy John debido a un desgarre en su ligamento colateral en su codo, y que estaría a fuera por lo que resta del 2012.
El 5 de agosto de 2013, Escalona fue suspendido por 50 juegos en las Grandes Ligas por utilización fármacos que aumentan el rendimiento.
El 4 de noviembre de 2013, se convierte en agencia libre.